# Josemi González
José Miguel González Rey, conocido deportivamente como Josemi (n. 15 de noviembre de 1979 en Torremolinos, provincia de Málaga), es un exfutbolista español de fútbol. Actualmente ejerce las funciones de Delegado del Málaga CF. 

## Trayectoria
Josemi se formó en la cantera del Málaga C. F. hasta debutar en el primer equipo en la Primera División española. Con el club malagueño consiguió una Copa Intertoto.
El verano de 2004 Rafael Benítez llegó al banquillo del Liverpool Football Club, club que a petición de su técnico se hizo con los servicios de Josemi tras abonar 2 millones de libras. En el equipo de los reds sufrió una lesión de rodilla que le mantuvo lesionado 4 meses y no gozó de la continuidad necesaria. A pesar de ello logró ser campeón de la Liga de Campeones de la UEFA con el club inglés. Ese mismo verano sería campeón de la Supercopa de Europa que enfrentó al Liverpool Football Club y al CSKA Moscú.
El 29 de diciembre de 2005 se hizo público el acuerdo al que habían llegado el Liverpool y el Villarreal Club de Fútbol. Por este acuerdo Josemi pasaba al club español, mientras que el hasta entonces jugador del Villarreal Jan Kromkamp pasaba a la disciplina del Liverpool. Desde aquella fecha fue jugador del Villarreal.
En 2008 fichó por el Mallorca hasta el verano de 2010, cuando se marchó a jugar al Iraklis Tesalónica de la Super Liga de Grecia. Finalmente, se desvinculó del club griego el 30 de junio de 2011. 
En la temporada 2011/2012 fichó por el Fútbol Club Cartagena, de la Liga Adelante. El objetivo era el ascenso a la Primera División, si bien un mal arranque de campeonato obligó a cambiar los objetivos y se pasó a luchar por la permanencia en Segunda División. Josemi comenzó con un pobre nivel físico y se convirtió en una de las grandes decepciones de la temporada. A falta de dos jornadas se consumó el descenso de la plantilla más cara en las 18 temporadas que el fútbol cartagenero disputó hasta la fecha en Segunda División (15 con el Cartagena Fútbol Club y 3 con el Fútbol Club Cartagena). Disputó un total de 18 partidos con el conjunto cartagenero.
En verano de 2012 fichó por el Levadiakos griego. En 2014 fichó por el Atlético de Kolkata

## Clubes
- Torremolinos, España, 1995-1998

Málaga B, España, 1998-2001
Málaga CF, España, 2001-2004
Liverpool FC, Inglaterra, 2004-2005
Villarreal CF, España, 2005-2008
RCD Mallorca, España, 2008-2010
Iraklis FC, Grecia, 2010-2011
FC Cartagena, España, 2011-2012
Levadiakos FC, Grecia, 2012-2013
Skoda Xanthi, Grecia, 2013-2014
Atlético de Kolkata, India, 2014